# Adenothamnus validus
Adenothamnus validus là một loài thực vật có hoa trong họ Cúc. Loài này được (Brandegee) D.D.Keck mô tả khoa học đầu tiên năm 1935.